# Grand Prix automobile de Grande-Bretagne 1989
GP précédent GP suivant
Le Grand Prix automobile de Grande-Bretagne 1989 (Shell British Grand Prix), disputé sur le circuit de Silverstone le 16 juillet 1989, est la 476e épreuve du championnat du monde de Formule 1 courue depuis 1950 et la huitième manche du championnat 1989.

## Course

### Classement de la course
| Pos. | No | Pilote                | Écurie                | Tours | Temps/Abandon                      | Grille | Points |
| ---- | -- | --------------------- | --------------------- | ----- | ---------------------------------- | ------ | ------ |
| 1    | 2  | Alain Prost           | McLaren-Honda         | 64    | 1 h 19 min 22 s 131 (231,265 km/h) | 2      | 9      |
| 2    | 27 | Nigel Mansell         | Ferrari               | 64    | + 19 s 369                         | 3      | 6      |
| 3    | 19 | Alessandro Nannini    | Benetton-Ford         | 64    | + 48 s 019                         | 9      | 4      |
| 4    | 11 | Nelson Piquet         | Lotus-Judd            | 64    | + 1 min 06 s 735                   | 10     | 3      |
| 5    | 23 | Pierluigi Martini     | Minardi-Ford          | 63    | + 1 tour                           | 11     | 2      |
| 6    | 24 | Luis Pérez-Sala       | Minardi-Ford          | 63    | + 1 tour                           | 15     | 1      |
| 7    | 26 | Olivier Grouillard    | Ligier-Ford           | 63    | + 1 tour                           | 24     |        |
| 8    | 12 | Satoru Nakajima       | Lotus-Judd            | 63    | + 1 tour                           | 16     |        |
| 9    | 9  | Derek Warwick         | Arrows-Ford           | 62    | + 2 tours                          | 19     |        |
| 10   | 5  | Thierry Boutsen       | Williams-Renault      | 62    | + 2 tours                          | 7      |        |
| 11   | 20 | Emanuele Pirro        | Benetton-Ford         | 62    | + 2 tours                          | 26     |        |
| 12   | 37 | Bertrand Gachot       | Onyx-Ford             | 62    | + 2 tours                          | 21     |        |
| Abd. | 15 | Mauricio Gugelmin     | March-Judd            | 54    | Boîte de vitesses                  | 6      |        |
| Abd. | 7  | Martin Brundle        | Brabham-Judd          | 49    | Moteur                             | 20     |        |
| Abd. | 28 | Gerhard Berger        | Ferrari               | 49    | Boîte de vitesses                  | 4      |        |
| Abd. | 29 | Éric Bernard          | Larrousse-Lamborghini | 46    | Moteur                             | 13     |        |
| Abd. | 30 | Philippe Alliot       | Larrousse-Lamborghini | 39    | Moteur                             | 12     |        |
| Abd. | 3  | Jonathan Palmer       | Tyrrell-Ford          | 32    | Accident                           | 18     |        |
| Abd. | 8  | Stefano Modena        | Brabham-Judd          | 31    | Moteur                             | 14     |        |
| Abd. | 4  | Jean Alesi            | Tyrrell-Ford          | 28    | Sortie de piste                    | 22     |        |
| Abd. | 17 | Nicola Larini         | Osella-Ford           | 23    | Tenue de route                     | 17     |        |
| Abd. | 6  | Riccardo Patrese      | Williams-Renault      | 19    | Accident                           | 5      |        |
| Abd. | 16 | Ivan Capelli          | March-Judd            | 15    | Différentiel                       | 8      |        |
| Abd. | 22 | Andrea De Cesaris     | Dallara-Ford          | 14    | Moteur                             | 25     |        |
| Abd. | 1  | Ayrton Senna          | McLaren-Honda         | 11    | Sortie de piste                    | 1      |        |
| Abd. | 31 | Roberto Moreno        | Coloni-Ford           | 2     | Boîte de vitesses                  | 23     |        |
| Nq.  | 25 | René Arnoux           | Ligier-Ford           |       | Non qualifié                       |        |        |
| Nq.  | 10 | Eddie Cheever         | Arrows-Ford           |       | Non qualifié                       |        |        |
| Nq.  | 40 | Gabriele Tarquini     | AGS-Ford              |       | Non qualifié                       |        |        |
| Nq.  | 38 | Christian Danner      | Rial-Ford             |       | Non qualifié                       |        |        |
| Npq. | 36 | Stefan Johansson      | Onyx-Ford             |       | Non préqualifié                    |        |        |
| Npq. | 21 | Alex Caffi            | Dallara-Ford          |       | Non préqualifié                    |        |        |
| Npq. | 33 | Gregor Foitek         | Eurobrun-Judd         |       | Non préqualifié                    |        |        |
| Npq. | 18 | Piercarlo Ghinzani    | Osella-Ford           |       | Non préqualifié                    |        |        |
| Npq. | 41 | Yannick Dalmas        | AGS-Ford              |       | Non préqualifié                    |        |        |
| Npq. | 34 | Bernd Schneider       | Zakspeed-Yamaha       |       | Non préqualifié                    |        |        |
| Npq. | 32 | Pierre-Henri Raphanel | Coloni-Ford           |       | Non préqualifié                    |        |        |
| Npq. | 35 | Aguri Suzuki          | Zakspeed-Yamaha       |       | Non préqualifié                    |        |        |
| Npq. | 39 | Volker Weidler        | Rial-Ford             |       | Non préqualifié                    |        |        |

### Pole position et record du tour
- Pole position :  Ayrton Senna (McLaren-Honda) en 1 min 09 s 099 (vitesse moyenne : 249,034 km/h)[2].
- Meilleur tour en course :  Nigel Mansell (Ferrari) en 1 min 12 s 017 au 57e tour (vitesse moyenne : 238,944 km/h)[3].

### Tours en tête
- Ayrton Senna (McLaren-Honda) : 11 tours (1-11) ;
- Alain Prost (McLaren-Honda) : 53 tours (12-64)[4].

## Statistiques
- 38e victoire pour Alain Prost.
- 76e victoire pour McLaren en tant que constructeur.
- 48e victoire pour Honda en tant que motoriste.
- 1er point pour Luis Pérez-Sala.